# Aischtal-Radweg
De Aischtal-Radweg (Aischdalfietsroute) is een langeafstandsfietsroute in Duitsland. De route volgt grotendeels de rivier de Aisch tot de monding in de Main. De route loopt over de waterscheiding van Rijn en Donau. De route is bewegwijzerd in twee richtingen.

## Traject
De route start in Rothenburg ob der Tauber waar aansluitingen zijn met de Romantische Straße, de Altmühltal-Radweg en de Burgenstraße. De route kruist eerst de rivier Altmühl en loopt dan richting de Aisch. De bron van de Aisch ligt iets ten westen van Bad Windsheim. De route volgt de loop van de rivier op tot de monding in de Regnitz bij Trailsdorf. Daarna volgt de route de Regnitz tot aan Bamberg om te eindingen aan de Main bij Hallstadt.
In Hallstadt kan de EuroVelo EV4 Midden-Europaroute worden opgepakt, evenals de Mainradweg.

## Aansluitingen met Europese fietsroutes
- In Hallstadt kan worden aangesloten op de EuroVelo EV4 Midden-Europaroute.

## Aansluitingen met andere fietsroutes
- In Rothenburg ob der Tauber kan worden aangesloten op de Romantische Straße.
- In Rothenburg ob der Tauber kan worden aangesloten op de Altmühltal-Radweg.
- In Rothenburg ob der Tauber kan worden aangesloten op de Burgenstraße.
- In Bamberg kruist de route de Burgenstraße.
- In Hallstadt kan worden aangesloten op de Mainradweg.